# Konrad Latanowicz
Konrad Latanowicz ps. „Profesor”, „Adam” (ur. 14 lutego 1910 w Kiszkowie, zm. 2 czerwca 1944 w Żabikowie) – oficer AK, redaktor tajnej prasy, nauczyciel.

## Życiorys
Konrad Latanowicz, syn Władysława i Stanisławy, uczęszczał do szkoły powszechnej w Kiszkowie. W 1924 roku rozpoczął naukę w Seminarium Nauczycielskim im. E. Estkowskiego w Poznaniu. W 1929 roku zdał egzamin dojrzałości. Praktykował w szkole w Zakrzewie pod Książem. Udzielał się społecznie, zwłaszcza szerzył oświatę rolniczą, zakładając poletka doświadczalne nowych odmian warzyw i krzewów. Prowadził wykłady dla okolicznych rolników.
W 1934 został kierownikiem szkoły powszechnej w Pierzchnie pod Kórnikiem. Przy szkole utworzył zespół teatralny, a dla najbiedniejszych dzieci organizował pomoc i opiekę. Jako pełnomocnik powiatowy Towarzystwa Czytelni Ludowych rozbudował sieć wiejskich bibliotek i czytelni. Był instruktorem Przysposobienia Wojskowego i Wychowania Fizycznego. Od 1938 należał do zarządu Związku Powstańców i Wojaków w Kromolicach. Aktywnie włączył się w akcję tworzenia Funduszu Obrony Narodowej. W 1939 nie został zmobilizowany, ale współorganizował zapasowy pluton cyklistów, skierowany pod dowództwem mjr. rez. J. Nałęskiego w rejon Kutna. Latanowicz dotarł do Puszczy Kampinoskiej. Do Pierzchna wrócił 21 września. Na przełomie października i listopada 1939 zorganizował nasłuch radiowy, a następnie zajmował się kolportowaniem ulotek. Propagując działania niepodległościowe odrzucał podziały partyjne, jako najbardziej szkodliwe pod okupacją. Z myślą o organizacji tajnego nauczania zimą 1939/1940 zorganizował lotną bibliotekę, która ratowała w pewien sposób niedobór książek. Wraz z kilkoma współpracownikami Latanowicz zaczął wydawać drukowaną na powielaczu gazetkę „Dla Ciebie Polsko”. Grupa skupiona wokół niej wyznawała zasadę solidaryzmu narodowego. Latanowicz nawiązał kontakt z por. Franciszkiem Unrugiem w Wyszakowie, zyskując pełne poparcie moralne i finansowe dla wydawnictwa.
Przełom w koncepcjach Latanowicza rozpoczęło nawiązanie kontaktu z ppor. Jerzym Gawrońskim. Nakreślił on plany włączenia ruchu Dla Ciebie Polsko do ZWZ przez powołanie specjalnej formy przejściowej zbudowanej na wzorach wojskowych. W lutym 1942 roku ruch Dla Ciebie Polsko został ujęty w ramy organizacyjne WTOP i wszedł do AK, a Latanowicz został powołany do sztabu Okręgu Poznańskiego AK i objął stanowisko szefa Informacji i Propagandy. Zorganizował ponadto komórkę „Dorsze”, która w okolicach Kórnika opiekowała się sześcioma jeńcami brytyjskimi. Członkowie konspiracji w specjalnych kryjówkach m.in. uczyli ich miejscowych zwyczajów.
Konrad Latanowicz został aresztowany przez Gestapo 23 października 1943 roku w Poznaniu. W 1944 umieszczono go po jednym z wielu przesłuchań w Żabikowie. 2 czerwca został skazany na karę śmierci i rozstrzelany. Konrad Latanowicz został odznaczony Srebrnym Krzyżem Zasługi, pośmiertnie Krzyżem Walecznych, Krzyżem AK i Medalem Wojska.